# Palacio Bauer
El palacio Bauer es un edificio de la ciudad española de Madrid, situado en la calle de San Bernardo, esquina con calle del Pez. Cuenta con el estatus de bien de interés cultural.

## Historia
El palacio de los Bauer es uno de los pocos restos de las mansiones de esta clase que perfilaban la antigua calle ancha de San Bernardo de Madrid. Construido en el siglo XVIII, su propiedad se ha atribuido tradicionalmente al marqués de Guadalcázar, , pero hoy se sabe que perteneció al Noviciado de la Compañía de Jesús Desde 1765 la finca pasa por distintas manos, como la familia Valda o Manuel de Castro y Brañas, hasta que en 1862 recae en Ignacio Bauer.

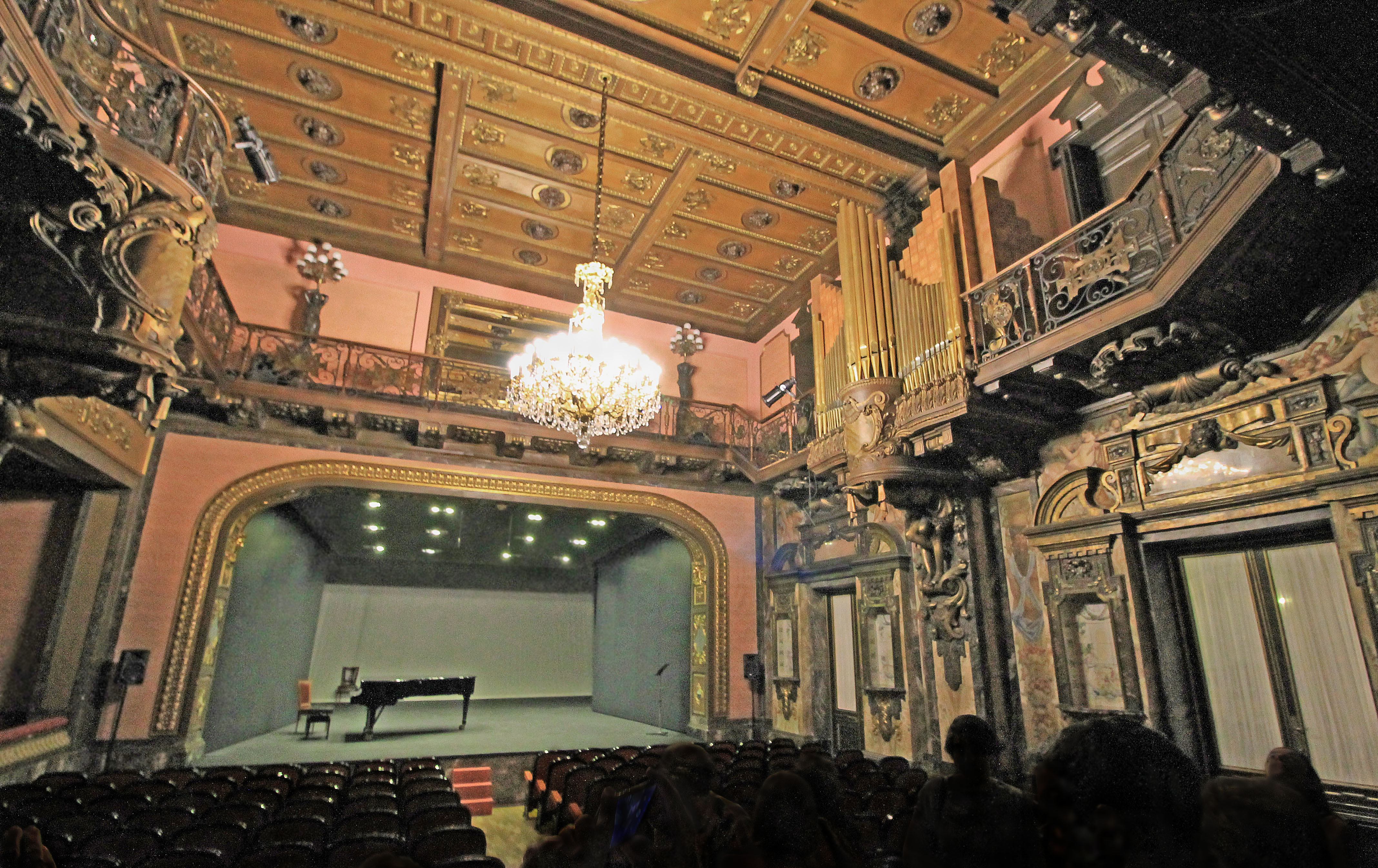
Antiguo salón de baile del Palacio Bauer, diseñado por Mélida en estilo neobarroco y transformado en teatro por José Manuel González Valcárcel en la década de 1970.

Al ser adquirido por la familia de los banqueros Bauer, se encarga la reforma a Arturo Mélida ya en época de la Restauración borbónica. En 1940 fue adquirido por el Ministerio de Educación Nacional, por un precio alrededor del millón de pesetas. En 1972 fue declarado Monumento Histórico Artístico.
Su portada es de estilo barroco. El edificio constituye un típico ejemplo de palacio decimonónico, con fachadas bien compuestas a las calles del Pez y de San Bernardo, en las que destacan zócalos, esquinas y recercados de cantería y en los balcones antepechos de forja. En el interior destacan la planta noble, la carpintería y la decoración de los techos de los salones de la crujía del jardín, pero en especial el salón de música —alma de la casona—, de «típico estilo restauración madrileño», obra de Mélida, con ribetes de neorrococó y decoraciones pompeyanas.
Fueron célebres las fiestas dadas por los Bauer en el interior del palacio. Aunque la actual decoración no es la originaria, el mobiliario y los cuadros expuestos —depósito del Museo del Prado— son de la misma época.

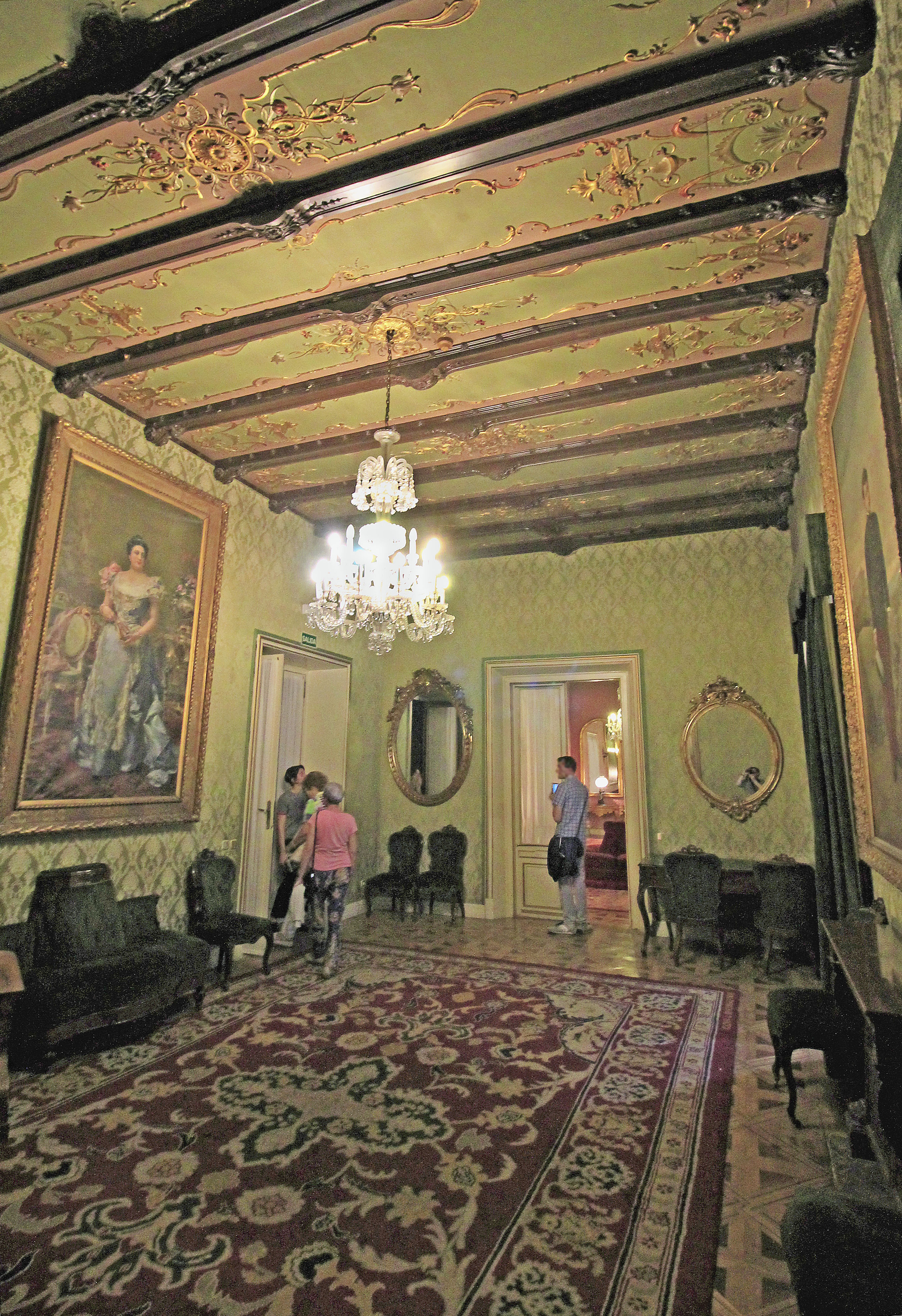
El llamado Salón de los Cueros

Desde 1869, con la aprobación de la Constitución Española, que en su artículo 21 permitía la libertad de culto religioso en España, la familia Bauer celebraba el sabbat y otros ritos judaicos, a modo de sinagoga privada, en dicho palacio.
En el edificio tiene su sede la Escuela Superior de Canto de Madrid, instalada durante la segunda mitad del siglo XX. La reforma de palacio residencial a edificio de equipamiento la realizó el arquitecto José Manuel González Valcárcel, quien lo estructuró para dar cabida a aulas, zona administrativa y espacio público y de representación. Entre 1989 y 1993, Dolores Artigas, Vicente Patón y Rafael Pina intervienen de nuevo en el edificio para mejorar su estado de conservación.